# HOMERUN
HOMERUN — секретная воздушная разведывательная операция США против СССР в 1956 году.

## История
Проект HOMERUN осуществлялся с марта по май 1956 года. В это время самолёты-разведчики RB-47E и RB-47H почти ежедневно совершали полеты над Северным полюсом для фотографирования и сбора радиотехнической разведки над всей северной частью Советского Союза. 
В проекте HOMERUN использовались 16 RB-47E из 10-го SRS и пять RB-47H из 343-го SRS. Было совершено 156 боевых вылетов.
Во время типичной разведывательной миссии RB-47H, охватывавшей 9360 км, самолёт вылетал из Туле, Гренландия, к Карскому морю в сторону Мурманска, а затем возвращался только для того, чтобы "обнаружить" встречный ветер со стороны Туле , что "вынуждало" изменить направление полёта от точки дозаправки в воздухе / точки принятия решения у северо-восточного берега Гренландии к одной из трёх равноудаленных альтернатив: Гуз-Бей (Лабрадор), Лондон или Фэрбенкс (Аляска). Для поддержания этого сценария потребовалось пять KC-97 в Туле. Две наземные запасные части и одна запасная часть в воздухе обеспечивали два 20 000 фунтовых (9090 кг) объёма топлива на расстоянии свыше 600 миль (965 км) от Туле. Заправщики возвращались в Туле для дозаправки и снова повторяли полёт, чтобы через шесть часов перехватить возвращающийся RB-47H для очередной дозаправки в воздухе.
Когда советское правительство подало гневную жалобу правительству США, последнее объяснило пролёты «навигационными трудностями».